# Nevin Yanıt
Nevin Yanıt (ur. 16 lutego 1986 w Mersin) – turecka lekkoatletka, specjalizująca się w biegu na 100 metrów przez płotki.
Międzynarodową karierę zaczynała od startów w mistrzostwach świata juniorów (2004) oraz mistrzostwach Europy juniorów (2005). Pierwszy duży sukces odniosła w 2007 kiedy to została w Debreczynie młodzieżową mistrzynią Starego Kontynentu – niespełna miesiąc później wywalczyła srebro uniwersjady. Na półfinale kończyła udział w mistrzostwach świata w Osace (2007), igrzyskach olimpijskich w Pekinie (2008) i mistrzostwach globu w Berlinie (2009). W 2009 zdobyła złote medale igrzysk śródziemnomorskich i uniwersjady. Zwyciężczyni biegu na 100 m przez płotki podczas mistrzostw Europy w 2010 roku. Tytuł najlepszej Europejki obroniła dwa lata później na mistrzostwach w Helsinkach. 
Medalistka mistrzostw Turcji i krajów bałkańskich oraz reprezentantka swojego kraju w pucharze Europy i drużynowych mistrzostwach Starego Kontynentu.
W biegu na 60 metrów przez płotki sięgnęła w 2012 roku po złoty medal halowych mistrzostw krajów bałkańskich. Na tym samym dystansie została w 2013 halową mistrzynią Europy.
Kontrola antydopingowa przeprowadzona w lutym 2013 podczas mityngu PSD Bank Meeting w Düsseldorfie wykazała stosowanie przez Turycznkę niedozwolonych środków, za co otrzymała karę dwuletniej dyskwalifikacji.
Rekordy życiowe: bieg na 60 metrów przez płotki – 7,89 (1 marca 2013, Göteborg); bieg na 100 metrów przez płotki – 12,58 (7 sierpnia 2012, Londyn). Oba rezultaty Yanıt były rekordami Turcji, po wpadce dopingowej zostały usunięte. Płotkarce odebrano także złoty medal halowych mistrzostw Europy 2013.

## Osiągnięcia
| Rok  | Impreza                               | Miejsce   | Konkurencja                     | Lokata     | Wynik |
| ---- | ------------------------------------- | --------- | ------------------------------- | ---------- | ----- |
| 2004 | Mistrzostwa świata juniorów           | Grosseto  | bieg na 100 metrów przez płotki | eliminacje | 13,98 |
| 2005 | Mistrzostwa Europy juniorów           | Kowno     | bieg na 100 metrów przez płotki | półfinał   | 13,91 |
| 2005 | Uniwersjada                           | Izmir     | bieg na 100 metrów przez płotki | półfinał   | 13,89 |
| 2006 | I liga pucharu Europy                 | Saloniki  | bieg na 100 metrów przez płotki | 1. miejsce | 12,90 |
| 2007 | II liga pucharu Europy                | Zenica    | bieg na 100 metrów przez płotki | 1. miejsce | 13,18 |
| 2007 | Młodzieżowe mistrzostwa Europy        | Debreczyn | bieg na 100 metrów przez płotki | 1. miejsce | 12,90 |
| 2007 | Uniwersjada                           | Bangkok   | bieg na 100 metrów przez płotki | 2. miejsce | 13,07 |
| 2007 | Mistrzostwa świata                    | Osaka     | bieg na 100 metrów przez płotki | półfinał   | 12,85 |
| 2008 | I liga pucharu Europy                 | Stambuł   | bieg na 100 metrów przez płotki | 1. miejsce | 12,73 |
| 2008 | Igrzyska olimpijskie                  | Pekin     | bieg na 100 metrów przez płotki | półfinał   | 13,28 |
| 2009 | I liga drużynowych mistrzostw Europy  | Bergen    | bieg na 100 metrów przez płotki | 1. miejsce | 13,10 |
| 2009 | Igrzyska śródziemnomorskie            | Pescara   | bieg na 100 metrów przez płotki | 1. miejsce | 13,08 |
| 2009 | Uniwersjada                           | Belgrad   | bieg na 100 metrów przez płotki | 1. miejsce | 12,89 |
| 2009 | Mistrzostwa świata                    | Berlin    | bieg na 100 metrów przez płotki | półfinał   | 12,99 |
| 2010 | I liga drużynowych mistrzostw Europy  | Budapeszt | bieg na 100 metrów przez płotki | 1. miejsce | 12,74 |
| 2010 | Mistrzostwa Europy                    | Barcelona | bieg na 100 metrów przez płotki | 1. miejsce | 12,63 |
| 2010 | Puchar interkontynentalny             | Split     | bieg na 100 metrów przez płotki | 4. miejsce | 12,84 |
| 2011 | I liga drużynowych mistrzostw Europy  | Izmir     | bieg na 100 metrów przez płotki | 6. miejsce | 13,18 |
| 2011 | Uniwersjada                           | Shenzhen  | bieg na 100 metrów przez płotki | 6. miejsce | 13,27 |
| 2011 | Mistrzostwa świata                    | Daegu     | bieg na 100 metrów przez płotki | półfinał   | 13,31 |
| 2012 | Mistrzostwa Europy                    | Helsinki  | bieg na 100 metrów przez płotki | 1. miejsce | 12,81 |
| 2012 | Mistrzostwa krajów bałkańskich        | Eskişehir | bieg na 100 metrów przez płotki | 1. miejsce | 12,61 |
| 2012 | Igrzyska olimpijskie                  | Londyn    | bieg na 100 metrów przez płotki | 5. miejsce | 12,58 |
| 2013 | Halowe mistrzostwa krajów bałkańskich | Stambuł   | bieg na 60 metrów przez płotki  | 1. miejsce | 7,98  |
| 2013 | Halowe mistrzostwa Europy             | Göteborg  | bieg na 60 metrów przez płotki  | 1. miejsce | 7,89  |
| 2017 | Igrzyska solidarności islamskiej      | Baku      | bieg na 100 metrów przez płotki | 2. miejsce | 13,71 |